# Hurricane Electric
Hurricane Electric est un fournisseur d'accès à Internet d'envergure mondiale offrant un accès Internet IPv4 et IPv6, des services de Transit IP, des outils, d'applications réseau , ainsi que des services d'hébergement et de colocation dans ses centres de données à San Jose, en Californie et à Fremont, en Californie, où l'entreprise est basée.

## IPv6
Hurricane Electric exploite le plus grand réseau de transit Internet Protocol version 4 (IPv4) et Internet Protocol version 6 (IPv6) dans le monde tel que mesuré par son nombre de peering avec d'autres réseaux. La majorité de ces pairs sont des sessions BGP IPv6 natives.
Hurricane Electric propose un service de tunnel IPv6  fournissant une connectivité gratuite à l'Internet IPv6 via le mécanisme de transition IPv6 6to4. La société propose également un programme de certification IPv6 en ligne pour poursuivre la formation et la conformité à la technologie IPv6,. Au 7 mai 2018, la société annonce proposer plus de 97000 tunnels à ses utilisateurs situés dans 197 pays  via son service de tunnels IPv6. De plus, 15 382 personnes de 155 nationalités ont atteint le plus haut niveau de leur certification IPv6.

## Peering
Au sein de son réseau mondial, Hurricane Electric est connecté à plus de 231 points d'échange Internet (IXP) , et échange du trafic IP directement avec plus de 9 010 réseaux différents.
L'Association européenne des échanges Internet (Euro-IX) classe Hurricane Electric au premier rang mondial en termes de présence en points d'échange Internet, avec une présence dans 124 IXP membres d'Euro-IX,.

### Conflit de peering
Il y a un différend de longue date entre le FAI Cogent et Hurricane Electric. Cogent refusant de s'interconnecter avec Hurricane Electric, empêchant de ce fait leurs clients respectifs de communiquer. Il existe un différend semblable avec Google.